# محمود فهمی حجازی
محمود فهمی حجازی استاد دانشگاه قاهره و زبان‌شناس عربی مصری است.

## زندگی
محمود فهمی حجازی در استان دقهلیه، منصوره در سال ۱۹۴۰ متولد شد. او در دانشکدۀ هنر، دانشگاه قاهره در سال‌های ۵۴–۱۹۵۸ درس‌ خواند و درجۀ عالی گرفت، سپس درجه ممتاز کارشناسی (بالاترین درجه خود را در کالج در آن زمان) را کسب نمود.